# Club Deportivo Juventud Torre Blanca
Juventud Torre Blanca es un club de fútbol peruano de la ciudad de Chancay en el Departamento de Lima. Fue fundado en 1929 y participa en la Copa Perú donde clasificó a la Etapa Nacional en la edición 2002.

## Historia
Juventud Torre Blanca fue fundado el 9 de febrero de 1929 en la hacienda Torre Blanca, distrito de Chancay.
Clasificó a la Etapa Regional de la Copa Perú 2002 y definió en partido extra la clasificación a la Etapa Nacional con Atlético Chalaco al que derrotó por 4-2 en el estadio Municipal de Chorrillos. Fue eliminado en la fase siguiente por Colegio Nacional de Iquitos que se quedó con el cupo a la semifinal del torneo.
En la Copa Perú 2004 llegó a la Etapa Departamental donde eliminó a Atlético Minero en cuartos de final (3-1 de local y 0-0 como visitante). Tras clasificar a la Etapa Regional luego de superar en la semifinal a Águilas de América, llegó a la final departamental donde venció a Atlético Independiente de Cañete con gol de oro tras ganar 4-2 de visita y caer 2-0 como local. Fue eliminado en la Regional por el propio Atlético Independiente con quien cayó 2-0 de visita y empató 0-0 como local.
Jugó nuevamente la Etapa Departamental en 2005 pero fue eliminado en semifinales por Atlético Minero.
En 2010 descendió a la Segunda distrital pero logró el retorno al año siguiente tras ganar el grupo B de la Segunda División de Chancay.
En 2013 clasificó a la Etapa Provincial de la Copa Perú como subcampeón de Chancay. Quedó eliminado en el hexagonal final al terminar en quinto lugar.

## Uniforme
- Uniforme titular: Camiseta celeste, pantalón negro, medias negras.

## Jugadores
En sus filas se inició Ottorino Sartor, que posteriormente jugó en varios clubes de la Primera División del Perú y en la selección peruana.

## Entrenadores
- Luis Pau (2003)

## Palmarés
| Competición regional                | Títulos           | Subcampeonatos |
| ----------------------------------- | ----------------- | -------------- |
| Etapa Regional - Región IV, V (1/1) | 2002.             | 2004.          |
| Liga Departamental de Lima (2/1)    | 2002, 2004.       | 1986.          |
| Liga Provincial de Huaral (3/1)     | 1986, 2002, 2004. | 1977.          |
| Liga Distrital de Chancay (3/2)     | 1977, 1986, 2002. | 2013, 2023.    |